# Coleostephus myconis
Coleostephus myconis — вид квіткових рослин з родини айстрових (Asteraceae). Зростає в Середземномор'ї (Алжир, Марокко, Туніс, Албанія, Франція [у т. ч. Корсика], Греція [у т. ч. Крит], Італія [у т. ч. Сардинія, Сицилія], Крим?, Ізраїль, Ліван, Сирія, Португалія, Іспанія [у т. ч. Балеарські острови], Туреччина).

## Морфологічна характеристика
Це однорідні прямовисна рослина. Стебла 15–35 см, зверху звичайно розгалужені, рідко ворсинчасто запушені. Листки зворотноланцетні, лопатчасті або довгасті, 1.5–5 × 0.3–1.5 см, тупі чи верхні загострені на верхівці, край дрібнопилчастий, знизу голі або рідко ворсинчасті. Квіткові голови поодинокі чи по 10 чи більше в пухких щитках. Променевих квіток 15–25, язички 0.8–1.3 см, жовті. Дискові квітки 2–2.5 мм.